# Siobhan Bernadette Haughey
Siobhán Bernadette Haughey, SBS, (chinesisch 何詩蓓, Pinyin Hé Shībèi, Jyutping Ho4 Si1pui5*4; * 31. Oktober 1997 in Hongkong) ist eine Schwimmerin und vierfache Weltmeisterin (2021–2024) aus Hongkong. Im Jahr 2021 gewann sie zwei Silbermedaillen über 100 m und 200 m Freistil bei den Olympischen Sommerspielen 2020 sowie zwei Bronzemedaillen über 100 m und 200 m Freistil bei den Olympischen Sommerspielen 2024.

## Persönliches
Siobhán ist die Tochter von Darach und Canjo Haughey und hat mit Aisling eine ältere Schwester. Ihr Vater ist Ire, ihre Mutter stammt aus Hongkong. Siobhán besucht die katholisch geführte St. Paul’s Secondary School im Ortsteil Happy Valley. Sie ist verwandt mit dem früheren irischen Premierminister Charles J. Haughey.
2013 und 2014 wurde sie bei den Hong Kong Sports Stars Awards als beste Nachwuchsathletin ausgezeichnet.

## Karriere
Haughey erlernte das Schwimmen im Alter von fünf Jahren bei der South China AA und gewann zwei Jahre später ihre erste Medaille bei einer lokalen Meisterschaft. Im Laufe der Jahre brach sie diverse Altersklassen-Rekorde in Freistil, Brust und Lagen. Ihren Verband vertrat sie erstmals 2008, als sie bei einem Schulwettstreit der chinesischen Hafenstädte antrat. Haughey besucht die Schwimmschule Harry Wright International, an der sie unter anderem vom Münchner Michael Fasching trainiert wird. Ihren ersten großen internationalen Erfolg konnte sie im August 2013 bei den Juniorenweltmeisterschaften in Dubai feiern, als sie über 100 Meter vor Rūta Meilutytė die Goldmedaille gewann und über die Halbdistanz den dritten Platz erkämpfte. Wenige Wochen später gelang ihr bei den Ostasienspielen in Tianjin außergewöhnliches: Sie konnte zwar keinen Titel gewinnen, dafür aber sieben Medaillen. Damit überbot sie die vier Jahre zuvor aufgestellte Rekordmarke ihrer Landfrau Hannah Wilson, die 2009 sechs Medaillen (ebenfalls keine goldene) gesammelt hatte. Im Sommer 2014 trat Haughey zu den Olympischen Jugend-Sommerspielen an, die in Nanjing ausgetragen wurden. Sowohl das Rennen über 200 Meter Lagen als auch jenes über 100 Meter Freistil beendete sie auf dem zweiten Rang. Bei den Asienspielen im südkoreanischen Incheon sicherte sie sich im Herbst gleichen Jahres zusammen mit ihren Teamkolleginnen die Bronzemedaillen in allen drei Staffelwettbewerben.
Wenige Tage nach den Asienspielen erklärte Haughey zunächst unverbindlich mündlich, dass sie plane, sich der College-Mannschaft der University of Michigan anzuschließen.
Bei den Weltmeisterschaften 2024 in Doha wurde Haughey Weltmeisterin über 200 Meter Freistil. Außerdem wurde sie Vizeweltmeisterin über 100 Meter Freistil und gewann Bronze über 100 Meter Brust.